# 1891

## Събития
- Създаден е баскетболът от американеца Джеймс Нейсмит.
- 7 септември – село Бяла (Област Русе) е обявено за град от Народното събрание по предложение на народния представител на Бяла Ангел Крушков.

## Родени
- Васил Митаков, български политик
- Алеко Василев, български революционер
- Дончо Христов, български революционер
- Рафаил Жечев, български военен деец
- 15 януари – Осип Манделщам, руски поет и преводач
- 23 януари – Антонио Грамши, италиански писател и политик
- 24 януари – Иван Батаклиев, български географ и историк
- 26 януари – Димитър Гюдженов, български художник
- 28 януари – Никола Хаджипетков, български военен деец
- 10 февруари – Димитър Осинин, български писател
- 2 април – Георги Апостолов, български архитект
- 20 април – Паисий Каравелов, български духовник и общественик
- 27 април – Сергей Прокофиев, руски композитор
- 4 май – Петко Петков, български политик
- 15 май – Михаил Булгаков, руски писател
- 18 май – Рудолф Карнап, немско-американски философ
- 20 май – Пантелей Сеферов, български художник († 1977 г.)
- 22 май – Йоханес Р. Бехер, немски поет, белетрист и драматург
- 23 май – Иля Рабинович, руски шахматист
- 11 юли – Пер Лагерквист, писател, поет, драматург
- 11 август – Станчо Белковски, български архитект и учен
- 20 август – Данаил Дечев, български художник
- 13 септември – Атанас Стефанов, български военен деец
- 14 септември – Мара Цибулка, българска певица
- 15 септември – Агата Кристи, британска писателка
- 16 септември – Карл Дьониц,
- 3 октомври – Морис Виктор Батенберг,
- 9 октомври – Курт фон Типелскирх, германски генерал
- 29 октомври – Иван Багрянов, български политик
- 15 ноември – Ервин Ромел, немски генерал
- 22 ноември – Едуард Бернайс, американски социолог
- 24 ноември – Васил Гендов, български актьор и режисьор
- 10 декември – Нели Закс, немска писателка
- 11 декември – Никола Михов, български офицер
- 19 декември – Христо Бърдаров, български офицер
- 26 декември – Хенри Милър, американски писател

## Починали
- ? – Николай Криденер, руски офицер
- Мелетий Софийски, български духовник
- 16 януари – Лео Делиб, френски композитор
- 26 януари – Николаус Ото, немски изобретател
- 1 февруари – Константин Никифоров, български офицер (майор) и политик (20 януари стар стил)
- 10 февруари – София Ковалевска, руска математичка, писателка и публицистка
- 7 март – Франц Миклошич, словенски славист
- 29 март – Жорж Сьора, френски художник
- 12 април – Олга Фьодоровна, велика руска княгиня
- 24 април – Хелмут фон Молтке Старши, германски генерал-полевимаршал
- 25 април – Николай Николаевич, велик княз на Русия
- 27 април – Йоахим Опенхайм, еврейски равин
- 8 май – Елена Блаватска, руска писателка
- 16 май – Йон Братиану, румънски политик
- 1 юли – Михаил Когълничану, румънски държавник
- 21 септември – Александра Георгиевна, велика руска княгиня
- 27 септември – Александър Екзарх, български общественик
- 28 септември – Херман Мелвил, американски романист, есеист и поет
- 30 септември – Жорж Буланже, френски генерал
- 10 ноември – Артюр Рембо, френски поет
- 22 декември – Нил Попов, руски историк
- 29 декември – Леополд Кронекер, немски математик